# Elliphant
Ellinor Olovsdotter (née le 8 octobre 1985 à Stockholm,) connue sous le nom de scène Elliphant, est une chanteuse suédoise, auteur-compositeur et rappeuse.

## Carrière musicale
En 2011, Elliphant était à une fête à Paris quand elle a rencontré le producteur Tim Deneve, qui avait besoin de quelqu'un qui pourrait chanter et l'aider avec ses enregistrements de démonstration. Six mois plus tard elle a signé un contrat avec RTE Music Group.
Elliphant a sorti son premier single Tekkno Scene en 2012. La chanson a été bien accueillie et a été présentée dans le jeu vidéo FIFA 13. Elle a publié son premier EP sur A Bigger Splash Records, y compris les singles Tekkno Scene et Down on Life. Après la sortie de son premier EP, Elliphant a déclaré dans une interview avec Idolator en juillet 2013 qu'elle travaillait désormais avec Kemosabe Records et que son premier album studio serait intitulé A Good Idea. L'album est sorti le 9 octobre 2013.
Son deuxième EP Look Like You Love It est sorti en avril 2014 et un autre EP, One More (en), en octobre.
Le 26 janvier 2024, Elliphant sort, Troll, son quatrième album.

## Discographie

### Albums studios
- 2013 : A Good Idea
- 2016 : Living Life Golden
- 2021 : Rocking Horse[10]
- 2024 : Troll

### EPs
- 2013 : Elliphant
- 2014 : Look Like You Love It
- 2014 : One More (en) (ft. MØ)[11]

### Singles
Participations
- 2014 : No Money No Love (David Guetta & Showtek feat. Elliphant & Ms. Dynamite)

Compilations
- 2014 : Soundtrack du jeu vidéo FIFA 15 - All or Nothing Scene feat. Bunji Garlin & Diplo, extrait de Look Like You Love It (2014)
- 2012 : Soundtrack du jeu vidéo FIFA 13 - TeKKno Scene feat. Adam Kanyama